# Leptocleidus
Leptocleidus is een geslacht van uitgestorven Plesiosauria dat leefde tijdens het Krijt.

## Naamgeving
Charles William Andrews benoemde in 1922 de typesoort Leptocleidus superstes. De geslachtsnaam betekent 'smal sleutel(been)'. Het geslacht moet niet verward worden met de platworm Leptocleidus Mueller 1936 die in 2010 hernoemd werd tot Muellerocleidus. De soortaanduiding betekent 'de overlevende' in het Latijn en verwijst naar de misvatting dat het om een laat overlevende vorm van de Pliosauridae zou gaan.

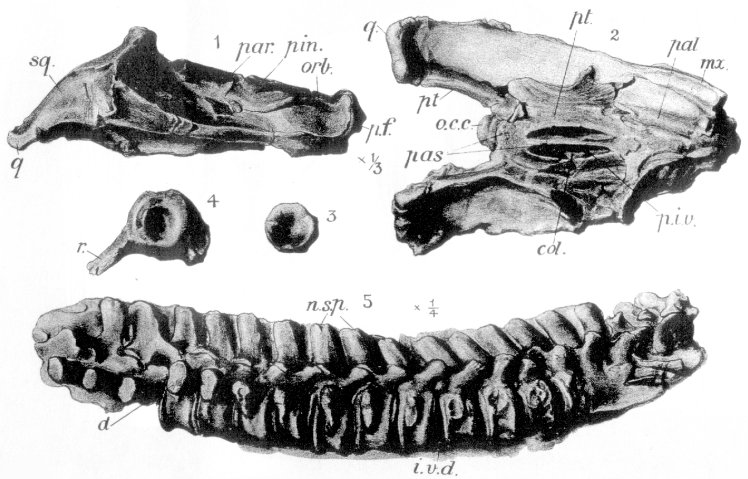
Beenderen van de kop en wervelkolom

Het holotype NHM R4824 is gevonden in de Berwick Brick Pit van de Cuckmere Brick Company, te Berwick, nabij Lewes, in Sussex, Engeland in een laag van de Upper Weald Clay Formation, die dateert uit het Barremien. Het bestaat uit een snuit, wervels, een schoudergordel, ribben en een opperarmbeen. Het blok was veiliggesteld door de manager W.S. Laker, die het verkocht aan de verzamelaar S. Tooth welke het weer doneerde aan het British Museum. De botten lagen grotendeels niet in verband. Een vrij groot percentage van 63,8 procent van het skelet ontbreekt.
In 1911 had Andrews al een Plesiosaurus capensis benoemd op basis van holotype SAM-K5822, een skelet gevonden op de Picnic Bush-vindplaats bij de rivier de Swartkops in de Kaapprovincie. In 1935 werd dit door Stromer hernoemd als een eigen geslacht en soort Peyereus capensis. De naam eert de Zwitserse paleontoloog Bernard Peyer. In 1997 maakte Cruickshank hier een Leptocleidus capensis van; Andrews had al in 1922 gesuggereerd dat het toegewezen kon worden aan L. superstes maar dat vermoedelijk nagelaten omdat dan de Zuid-Afrikaanse soort prioriteit zou hebben. Naar keuze kan men de aparte geslachtsnaam toepassen. Hetzelfde jaar benoemde Cruikshank een Leptocleidus clemai. De soortaanduiding eert John M. Clema, welke begin jaren negentig het fossiel opgroef. Het holotype is WAM 92.8.1-1-68, een skelet zonder schedel begin jaren negentig gevonden op een geheime locatie in Western Australia. De toewijzing aan Leptocleidus is later betwist. Het is ook wel gezien als een nomen dubium.
Een specimen uit de Isle of Wight, eerst aan Leptocleidus toegewezen, werd in 2012 benoemd als het aparte geslacht Vectocleidus.

## Beschrijving
Leptocleidus is een vrij kleine vorm, meestal aangegeven als tegen de drie meter lang. Gregory S. Paul schatte in 2022 de lengte van L. superstes op vier meter, het gewicht op driehonderd kilogram. L. capensis zou wat groter geweest zijn, vierenhalve meter lang en vierhonderd kilogram zwaar.

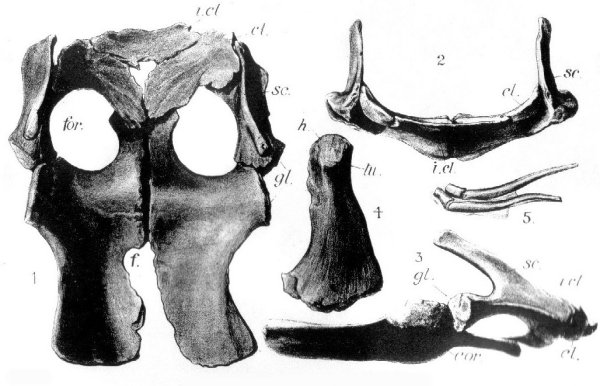
De schoudergordel

De relatief brede kop heeft bij L. capensis een driehoekig profiel met een lage kam op de vrij korte en vooraan smalle snuit. De snuit loopt taps toe, met hol gekromd zijkanten. Het aantal tanden is tamelijk klein. Het bovenkaaksbeen draagt eenentwintig tanden, de onderkaak vijfendertig. De tanden zijn nogal groot en hebben goed omntwikkelde richels op het glazuur. Een mogelijke autapomorfie is een vertex, een kam op het achterhoofd. Het achterhoofdsgat is ovaal. De exoccipitalia leveren een bijdrage aan de achterhoofdsknobbel. Deze knobbel heeft geen nek of insnoering. Het verhemelte loopt via het basioccipitale naar boven op tot aan de knobbel. 
De nek is kort maar telt minstens vijfentwintig wervels, misschien achtentwintig. Tussen de gepaarde openingen in de onderzijde van de halswervels, de foramina subcentralia ligt bij L. superstes een overdwars afgeronde verheffing maar bij L. capensis een scherpe kiel. De doornuitsteeksels van de nek hellen scherp naar achteren. 
Middenin de gewelfde plaat gevormd door de sleutelbeenderen ligt bij L. superstes een klein vensters. Bij L. superstes is het sleutelbeen balkvormig met de grootste lengte overdwars maar met de grootste horizontale afstand aan de buitenzijde. De voorrand van de gepaarde sleutelbeenderen is vrijwel recht. De ravenbeksbeenderen raken aan de voorste binnenzijde alleen de sleutelbeenderen en niet de schouderbladen. Het schouderblad draagt een opvallende plaat aan de buitenzijde. Bij L. capensis zijn de ellepijp en het spaakbeen langer dan breed, wat zeer zeldzaam is voor plesiosauriërs uit het Krijt.

## Fylogenie
Leptocleidus is in de Leptocleididae geplaatst. Umoonasaurus is een mogelijke zustersoort. Tot aan het eind van de twintigste eeuw werd vaak aangenomen dat Leptocleidus met zijn korte nek een lid was van de Pliosauridae, wellicht nauw verwant aan Rhomaleosaurus. Exacte kladistische analyse liet toen juist een verwantschap zien, eerst met de Elasmosauridae en toen meer nauwkeurig met de Polycotylidae. Daarmee werd een Leptocleidia gevormd.
Het volgende kladogram toont een mogelijke stamboom.
|              | Umoonasaurus                                                 |
|              |                                                              |
| Leptocleidus | \| \| L. capensis \| \| \| \| \| \| L. superstes \| \| \| \| |
|              | \| \| L. capensis \| \| \| \| \| \| L. superstes \| \| \| \| |
|              | L. capensis                                                  |
|              |                                                              |
|              | L. superstes                                                 |
|              |                                                              |

|  | L. capensis  |
|  |              |
|  | L. superstes |
|  |              |

|              | Umoonasaurus                                                 |
|              |                                                              |
| Leptocleidus | \| \| L. capensis \| \| \| \| \| \| L. superstes \| \| \| \| |
|              | \| \| L. capensis \| \| \| \| \| \| L. superstes \| \| \| \| |
|              | L. capensis                                                  |
|              |                                                              |
|              | L. superstes                                                 |
|              |                                                              |

|  | L. capensis  |
|  |              |
|  | L. superstes |
|  |              |

|              | Umoonasaurus                                                 |
|              |                                                              |
| Leptocleidus | \| \| L. capensis \| \| \| \| \| \| L. superstes \| \| \| \| |
|              | \| \| L. capensis \| \| \| \| \| \| L. superstes \| \| \| \| |
|              | L. capensis                                                  |
|              |                                                              |
|              | L. superstes                                                 |
|              |                                                              |

|  | L. capensis  |
|  |              |
|  | L. superstes |
|  |              |

|              | Umoonasaurus                                                 |
|              |                                                              |
| Leptocleidus | \| \| L. capensis \| \| \| \| \| \| L. superstes \| \| \| \| |
|              | \| \| L. capensis \| \| \| \| \| \| L. superstes \| \| \| \| |
|              | L. capensis                                                  |
|              |                                                              |
|              | L. superstes                                                 |
|              |                                                              |

|  | L. capensis  |
|  |              |
|  | L. superstes |
|  |              |

## Levenswijze
Leptocleidus bewoonde vermoedelijk warme kustwateren waar hij joeg op vissen.